# Пам'ятник Моосу
51°43′30″ пн. ш. 11°08′32″ сх. д. / 51.724893° пн. ш. 11.142357° сх. д.
Пам'ятник Моосу є пам'ятником, який знаходиться в районі Гернроде Кведлінбурга в землі Саксонія-Ангальт.

## Позиція
Він розташований у старому місті Ґернредера на північній стороні Марктштрассе, одразу на захід від також зареєстрованого будинку на Марктштрассе 8а, на невеликій площі та зареєстрований як пам’ятка в місцевому реєстрі пам’яток.

## Архітектура та історія
Пам'ятник встановлено на честь природознавця та мінералога Фрідріха Мооса (1773–1839), який народився в Гернроде, 16 вересня 1989 року, у 150-ту річницю його смерті. Водночас у Гернроде відбулися урочистості з нагоди 450-річчя надання міської хартії. Складається з валуна з бронзовою дошкою. На меморіальній дошці напис:
КАРЛ ФРІДРІХ КРИСТИАН
MOHS
1773–1839
ПРОФЕСОР МІНЕРАЛОГІЇ
У ФРАЙБЕРГІ, ГРАЦІ ТА ВІДНІ
НАРОДИВСЯ В ГЕРНРОДЕ
ЗАСНОВНИК 
ШКАЛИ ТВЕРДОСТІ НА ПОДРЯПАННЯ